# دوناتلا مایورکا
دوناتلا مایورکا (ایتالیایی: Donatella Maiorca؛ زادهٔ ۱۳ سپتامبر ۱۹۵۷) کارگردان فیلم، کارگردان تلویزیونی و فیلم‌نامه‌نویس اهل ایتالیا است. وی از سال ۱۹۹۶ میلادی تاکنون مشغول فعالیت بوده‌است.
از فیلم‌ها یا مجموعه‌های تلویزیونی که وی در آن‌ها نقش داشته‌است، می‌توان به حق مشاوره، جایی در آفتاب و ویولا اشاره نمود.